# Zepter International
A Zepter International Philip Zepter által alapított nemzetközi nagyvállalat, amely az egészséges életmódot szolgáló fogyasztási cikkeket gyárt és értékesít világszerte. A forgalmazás legfontosabb eszköze a közvetlen értékesítés. Az elmúlt évtizedekben a Zepter világméretű céggé fejlődött, értékesítési hálózata és bemutatótermei segítségével öt kontinensen, több mint 40 országban van jelen termékeivel. 
A cég közel 100 000 kereskedőt és terméktanácsadót foglalkoztat, gyárai Svájcban, Németországban, Olaszországban és Bosznia-Hercegovinában találhatók.
A termékkategóriák, melyekről a cég ismert: Zepter Medical (ide tartozik például a Bioptron-lámpa), Zepter Cosmetics, Zepter Luxury, Zepter Home Art, Zepter Home Care.

## Szponzoráció
A Zepter International az utóbbi években számos nemzetközi sporteseményt szponzorált, többek közt a Formula–1 világbajnokságot, az F1 motorcsónak világbajnokságot, a FIBA világbajnokságot, a jégkorong világbajnokságot, az európai kosárlabda bajnokságot illetve az Euro Handballt.

## ArtZept
A cég 2004 óta minden évben meghirdeti az Artzept nemzetközi formatervezői pályázatot, melyen fiatal tehetségek mérethetik meg magukat a világ minden tájáról.

## A magyarországi Zepter
A magyarországi Zepter 1991-ben alakult. A cég széles körű vidéki irodahálózattal működik, központja Budapesten található. A Zepter Ungarn Kft. 2007 óta összesen 7 alkalommal (2007, 2008, 2009, 2010, 2011, 2012, 2013) nyerte el a Superbrands díjat, melyet a márkaépítésben kiemelkedő cégeknek ítélnek oda. A cég 2022. februárjától egy minden eddiginél modernebb kereskedelmi módszert dolgozott ki.